# Genevieve Delali Tsegah
Genseive Delali Tsegah (sinh ngày 8 tháng 8 năm 1951) là một nhà ngoại giao Ghana.

## Giáo dục
Năm 1976, Tsegah hoàn thành bằng cấp về Ngôn ngữ hiện đại tại Đại học Ghana, sau đó là bằng cấp về Quan hệ quốc tế tại Đại học Nairobi năm 1982.

## Sự nghiệp
Tsegah tham gia dịch vụ ngoại giao vào năm 1977, với tư cách là một công chức thuộc Cục Văn hóa của Bộ Ngoại giao, một chức vụ mà bà giữ cho đến năm 1981. Từ 1982 đến 1983, bà là một viên chức ở Trung Đông và Châu Á, sau đó ở Bộ của Bộ Ngoại giao, cho đến năm 1985. Năm 1988, bà đã đảm nhiệm một năm trong bộ phận của Châu Mỹ, trước khi trở thành thành viên của Thượng viện tại Paris, nơi bà ở lại trong bốn năm tiếp theo. Năm 1993, bà trở thành Phó Giám đốc Sở Kinh tế, Thương mại và Đầu tư, cho đến năm 1996, khi bà chuyển đến Cotonou, Bénin, nơi bà làm cố vấn và cũng là giám đốc kinh doanh từ 1997 đến 1998. Từ 2000 đến 2002, bà là Trưởng phòng Kinh tế, Thương mại và Đầu tư, trước khi phục vụ bốn năm với tư cách là đại sứ tại Ouagadougou, Burkina Faso (2002-06). Sau đó, bà trở lại làm giám đốc của Bộ Kinh tế, Thương mại và Đầu tư của Bộ Ngoại giao trong hai năm nữa.
Từ 2008 đến 2009, bà là đại diện của Đại diện thường trực tại Trụ sở Liên Hợp Quốc tại thành phố New York. Từ ngày 15 tháng 1 năm 2010 đến ngày 14 tháng 10 năm 2014, bà là Đại sứ Cộng hòa Ghana tại Paris và được UNESCO và Tòa thánh công nhận.